# Hinatazaka46
Hinatazaka46 (日向坂46) es un grupo ídolo japonés producido por Yasushi Akimoto. El grupo se estableció el 30 de noviembre de 2015 como un subgrupo de Keyakizaka46 llamado Hiragana Keyakizaka46 (ひらがなけやき坂46), el 11 de febrero de 2019 se le da independencia y se le otorga el nombre de Hinatazaka46. La capitana del grupo es Kumi Sasaki y los fanes del grupo son conocidos como Ohisama (おひさま).
Como subgrupo de Keyakizaka46, los trabajos de Hiragana Keyakizaka46 se lanzaron dentro de los sencillos del grupo principal, a excepción del álbum Hashiridasu Shunkan (2018) que fue un álbum independiente de los trabajos que realizaba Keyakizaka46. Hasta junio de 2022, Hinatazaka46 ha lanzado siete sencillos y un álbum, su primer sencillo " Kyun " es el sencillo debut más vendido de un artista/grupo femenino en Japón. Los miembros del grupo también han tenido rol protagónico en dramas televisivos como Re:Mind (2017), Dasada (2020) y Koeharu! (2021), Tuvieron un programa de variedades semanal llamado Hiraga Oshi  (ひらがな推し) del 2018 al 2019 conducido por el famoso dúo de comediantes Audrey (Kasuga Toshiaki y Wakabayashi Masayasu), con el cambio de nombre del grupo de Hiragana Keyakizaka a Hinatazaka46 en el 2019, el programa también cambia su nombre a Hinatazaka de Aimashou (日向坂で会いましょう).

## Historia

### 2015-2018: Como Hiragana Keyakizaka46

Logotipo de Hiragana Keyakizaka46

El grupo se estableció como Hiragana Keyakizaka46 (けやき坂46) el 30 de noviembre de 2015, como un subgrupo de Keyakizaka46, con su nombre escrito en Hiragana (ひらがなけやき坂46) en lugar de kanji. Coloquialmente, Hiragana Keyakizaka46 también se conocía como Hiragana Keyaki, mientras que el grupo principal de Keyakizaka46 se conocía como Kanji Keyaki.
En su fundación, Hiragana Keyakizaka46 solo estaba compuesta por Neru Nagahama, ella vivía en la isla de Nagasaki, pidió permiso a sus padres para hacer las audiciones en Tokio, logró llegar a la tercera etapa de audiciones, pero no participó en la etapa final, debido a la desaprobación de sus padres que pensaban nunca iba a lograr entrar al grupo, su madre fue hasta Tokio y le impidió entrar a la última etapa de audiciones. Sus padres unos meses después, al ver la frustración de Neru de no poder haber ido a las audiciones finales, hablaron con los productores, los cuales invitaron a la familia a un concierto de Nogizaka46 en Fukuoka, los padres de Neru, al ver a las miembros del Nogizaka en el escenario, su pensamiento cambió, los productores accedieron a agregar a Neru al grupo como un "caso especial". Esto dio inicio a que se llevaran audiciones para incluir más miembros para Hiragana Keyakizaka46, la primera generación de once miembros se unió al grupo en mayo de 2016. Neru participaría en los trabajos del grupo principal a partir del segundo sencillo, convirtiéndose en miembro de ambos grupos simultáneamente. Debido al aumento de las actividades de los dos grupos, Neru dejó Hiragana Keyaki en septiembre de 2017 y se convirtió en miembro a tiempo completo del grupo principal. Se agregó una segunda generación de nueve personas en agosto de 2017 y una tercera en noviembre de 2018, compuesta solo por Hinano Kamimura.
Durante su tiempo como subgrupo de Keyakizaka46, Hiragana Keyakizaka46 produjo los side-b de los sencillos del grupo principal, comenzando con "Hiragana Keyaki" (ひらがなけやき)  en el sencillo " Sekai ni wa Ai Shika Nai " (2016). En los conciertos, los dos grupos solían actuar juntos ocasionalmente, pero Hiragana Keyakizaka46 también realizó conciertos independientes, incluida una gira nacional de Zepp en 2017 y una presentación de tres días en el Nippon Budokan en enero de 2018, que originalmente debía incluir al grupo original, pero por la lesión de Hirate Yurina, el concierto fue realizado los 3 días completos solamente por las miembros de Hiragana.

### 2019-presente: Como Hinatazaka46

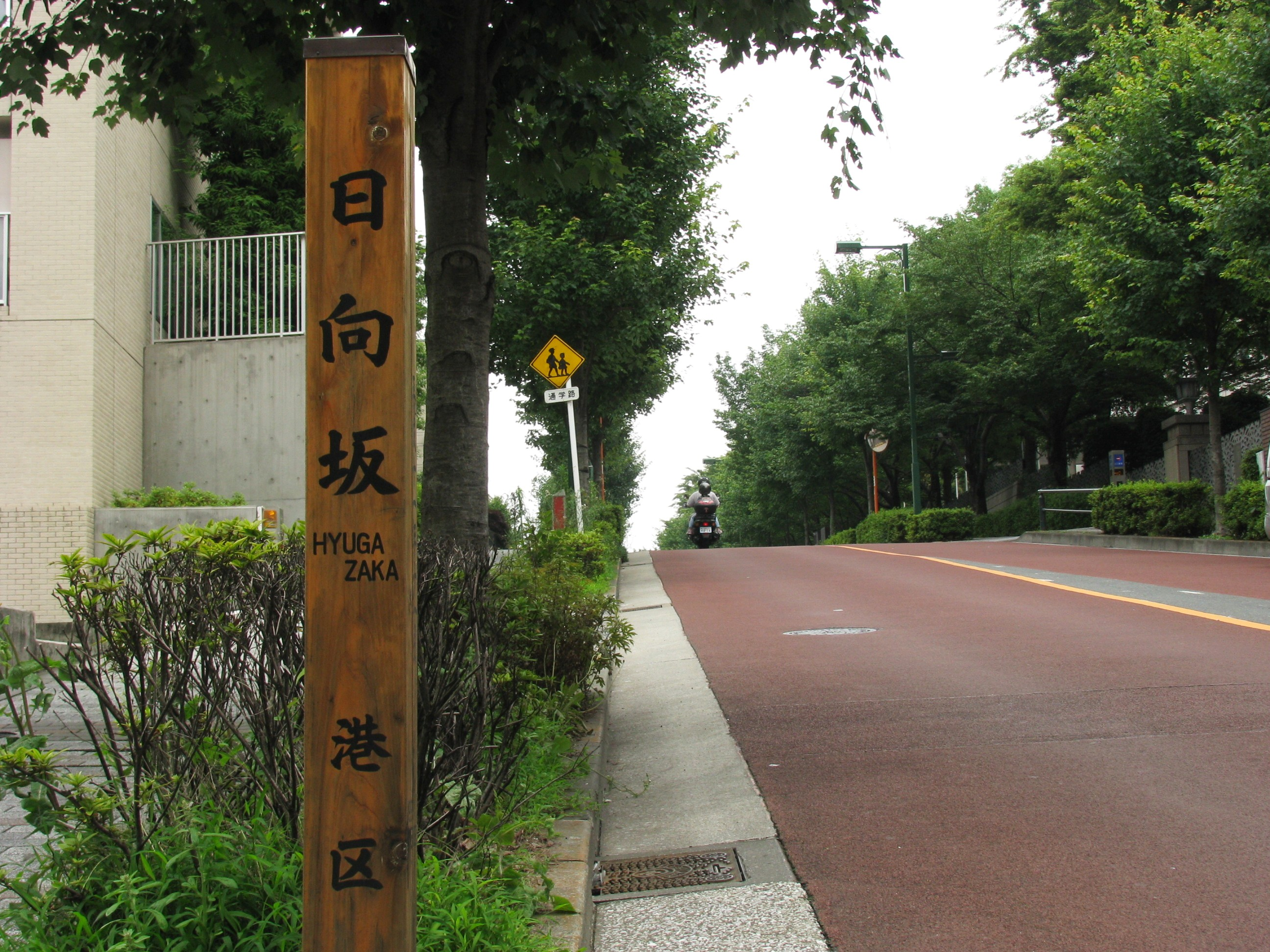
Calle Hyūgazaka (日向坂) en Minato (Tokio)

Hiragana Keyakizaka46 se convirtió en un grupo independiente el 11 de febrero de 2019 y pasó a llamarse Hinatazaka46. El nuevo nombre es una lectura alternativa de la calle de Hyūgazaka (日向坂) en Minato, Tokio, siguiendo la costumbre de los grupos de la familia 46 de la franquicia de Sakamichi Series, de nombrar los grupos con calles en pendientes o colinas. El programa de variedades del grupo cambió su nombre a Hinatazaka de Aimashō  . También anunciaron en una transmisión en vivo de la plataforma Showroom que el nombre de su fandom sería Ohisama (おひさま), el cual es una jerga para el Sol, afirmando que al igual que un lugar soleado (日向, hinata) no puede existir sin el Sol, Hinatazaka46 no puede existir sin fanes.
Su primer sencillo, " Kyun ", se lanzó el 27 de marzo de 2019 y superó las 476.000 copias vendidas en la primera semana. El sencillo se convirtió en el sencillo debut más vendido de una artista/grupo femenino en Japón, un récord que anteriormente ostentaba " Silent Majority " de Keyakizaka46. "Kyun" también ganó el premio a la Mejor Coreografía en los MTV Video Music Awards de 2019. El 24 de septiembre, se lanzó un juego de ritmo titulado Uni's On Air  que presentaba a Keyakizaka46 y Hinatazaka46. Hinatazaka46 asistió a la edición 70º de NHK Kōhaku Utagassen por primera vez en la historia del grupo, donde interpretaron "Kyun".
El 7 de marzo de 2022, el grupo anunció una audición para la cuarta generación del grupo con solicitudes a partir de ese día y la proyección tendrá lugar el 4 de abril. El 30 y 31 de marzo, celebraron su tercer concierto de aniversario en el Domo de Tokio, al que asistieron más de 100.000 personas durante los dos días.

## Miembros
Desde su creación, el grupo ha tenido un total de 46 miembros divididas en cinco generaciones, 31 de esas miembros todavía se mantienen activas en el grupo.
Los miembros de la tercera generación marcados con un asterisco (*) se unieron el 15 de febrero de 2020, después de la única miembro inicial de la tercera generación.
El 21 de septiembre de 2022 se anuncia que la 4.ª generación tendrá 12 miembros, en las audiciones participaron unas 51.000 mujeres.
Inician las audiciones para conformar la quinta generación. 
La quinta generación estará conformada de 11 integrantes, a partir del 11 de marzo de 2025 se dará a conocer datos de una miembro por día. con la presentación de la décima integrante, se informa que la 11° se retira, por lo que la 5ki se compone de 10 miembros.

### Miembros activos
|    | Nombre                         | Fecha de nacimiento (edad)         | Prefectura de origen | Generación | Posición actual - 14º sencillo | Notas |
| -- | ------------------------------ | ---------------------------------- | -------------------- | ---------- | ------------------------------ | --- |
| 1  | Miku Kanemura (金村美玖)       | 10 de septiembre de 2002 (22 años) | Saitama              | 2          | Senbatsu                       | |
| 2  | Hina Kawata (河田陽菜)         | 23 de julio de 2001 (24 años)      | Yamaguchi            | 2          | Senbatsu                       | Anuncia graduación con la finalización de la promoción del 15th sencillo, su concierto será el día 19 de noviembre en la primera fecha en Yoyogi |
| 3  | Nao Kosaka (小坂菜緒)          | 7 de septiembre de 2002 (22 años)  | Ōsaka                | 2          | Senbatsu                       | |
| 4  | Konoka Matsuda (松田好花)      | 27 de abril de 1999 (26 años)      | Kyoto                | 2          | Senbatsu                       | |
| 5  | Hinano Kamimura (上村ひなの)   | 12 de abril de 2004 (21 años)      | Tokio                | 3          | Senbatsu                       | |
| 6  | Mikuni Takahashi (髙橋未来虹)* | 27 de septiembre de 2003 (21 años) | Tokio                | 3          | Senbatsu                       | Capitana (2025-actual) |
| 7  | Marie Morimoto 森本茉莉)*      | 23 de febrero de 2004 (21 años)    | Tokio                | 3          | Senbatsu                       | |
| 8  | Haruyo Yamaguchi (山口陽世)*   | 23 de febrero de 2004 (21 años)    | Tottori              | 3          | Senbatsu                       | |
| 9  | Rio Shimizu (清水 理央)        | 15 de enero de 2005 (20 años)      | Chiba                | 4          | Senbatsu                       | |
| 10 | Sumire Miyachi (宮地 すみれ)   | 31 de diciembre de 2005 (19 años)  | Kanagawa             | 4          | Senbatsu                       | |
| 11 | Yoko Shogenji (正源司 陽子)    | 14 de febrero de 2007 (18 años)    | Hyōgo                | 4          | Senbatsu                       | |
| 12 | Tamaki Ishizuka (石塚 瑶季)    | 6 de agosto de 2004 (21 años)      | Tokio                | 4          | Senbatsu                       | |
| 13 | Haruka Yamashita (山下 葉留花) | 20 de mayo de 2003 (22 años)       | Aichi                | 4          | Senbatsu                       | |
| 14 | Honoka Hirao (平尾 帆夏)       | 31 de julio de 2003 (22 años)      | Tottori              | 4          | Senbatsu                       | |
| 15 | Rina Watanabe (渡辺 莉奈)      | 7 de febrero de 2009 (16 años)     | Fukuoka              | 4          | Senbatsu                       | |
| 16 | Kaho Fujishima (藤嶌 果歩)     | 7 de agosto de 2006 (19 años)      | Hokkaidō             | 4          | Senbatsu                       | |
| 17 | Mitsuki Hiraoka (平岡 海月)    | 9 de abril de 2002 (23 años)       | Fukui                | 4          | Senbatsu                       | |
| 18 | Kirari Takeuchi (竹内 希来里)  | 20 de febrero de 2006 (19 años)    | Hiroshima            | 4          | Senbatsu                       | |
| 19 | Nanami Konishi (小西 夏菜実)   | 3 de octubre de 2004 (20 años)     | Hyōgo                | 4          | Senbatsu                       | |
| 20 | Manami Ono (大野愛実)          | 5 de mayo de 2007 (18 años)        | Tokio                | 5          | ---                            | |
| 21 | Niko Tsurusaki (鶴崎仁香)      | 27 de marzo de 2004 (21 años)      | Kanagawa             | 5          | ---                            | |
| 22 | Nina Sakai (坂井新奈)          | 26 de marzo de 2004 (16 años)      | Kanagawa             | 5          | ---                            | |
| 23 | Yu Sato (佐藤優羽)             | 27 de marzo de 2004 (18 años)      | Fukuoka              | 5          | ---                            | |
| 24 | Izuki Shimoda (下田衣珠季)     | 26 de diciembre de 2006 (18 años)  | Chiba                | 5          | ---                            | |
| 25 | Saki Katayama (片山紗希)       | 26 de diciembre de 2006 (18 años)  | Saitama              | 5          | ---                            | |
| 26 | Mizuki Ota (大田美月)          | 7 de diciembre de 2006 (18 años)   | Osaka                | 5          | ---                            | |
| 27 | Rika Takai (高井俐香)          | 1 de agosto de 2006 (18 años)      | Hyogo                | 5          | ---                            | |
| 28 | Sakura Matsuo (#松尾桜)        | 8 de junio de 2005 (20 años)       | Kanagawa             | 5          | ---                            | |
| 29 | Hinano Kuramori (蔵盛妃那乃/   | 23 de enero de 2006 (19 años)      | Osaka                | 5          | ---                            | |

### Miembros Graduadas
|    | Nombre                        | Fecha de nacimiento (edad)         | Prefectura de origen | Generación   | Fecha de Graduación                                                                         | Notas                                                 |
| -- | ----------------------------- | ---------------------------------- | -------------------- | ------------ | ------------------------------------------------------------------------------------------- | ----------------------------------------------------- |
| 1  | Neru Nagahama (長濱ねる)      | 4 de septiembre de 1998 (26 años)  | Nagasaki             | 1 (Especial) | 24 de septiembre de 2017 (graduada de Hiragana Keyakizaka) Graduada en 2019 de Keyakizaka46 | Transferida permanentemente a Keyakizaka46            |
| 2  | Memi Kakizaki (柿崎芽実)      | 2 de diciembre de 2001 (23 años)   | Nagano               | 1            | 11 de agosto de 2019                                                                        |                                                       |
| 3  | Mao Iguchi (井口眞緒)         | 10 de noviembre de 1995 (29 años)  | Niigata              | 1            | 29 de marzo de 2020                                                                         | Miembro original de mayor edad                        |
| 4  | Yūka Kageyama (影山優佳)      | 8 de mayo de 2001 (24 años)        | Tokio                | 1            | 19 de julio de 2023                                                                         | Se gradúa por problemas de salud                      |
| 5  | Sarina Ushio (潮紗理菜)       | 26 de diciembre de 1997 (27 años)  | Kanagawa             | 1            | 9 de diciembre de 2023                                                                      |                                                       |
| 6  | Kyōko Saitō (齊藤京子)        | 5 de septiembre de 1997 (27 años)  | Tokio                | 1            | 5 de abril de 2024                                                                          |                                                       |
| 7  | Ayaka Takamoto (高本彩花)     | 2 de noviembre de 1998 (26 años)   | Kanagawa             | 1            | 4 de julio de 2024                                                                          |                                                       |
| 8  | Shiho Katō (加藤史帆)         | 2 de febrero de 1998 (27 años)     | Tokio                | 1            | 25 de diciembre de 2024                                                                     |                                                       |
| 8  | Mei Higashimura (東村芽依)    | 23 de agosto de 1998 (26 años)     | Nara                 | 1            | 25 de enero de 2025                                                                         |                                                       |
| 9  | Mirei Sasaki (佐々木美玲)     | 17 de diciembre de 1999 (25 años)  | Hyōgo                | 1            | 5 de abril de 2025                                                                          | Estará presente en el segundo día del 6th aniversario |
| 10 | Kumi Sasaki (佐々木久美)      | 22 de enero de 1996 (29 años)      | Chiba                | 1            | 6 de abril de 2025                                                                          |                                                       |
| 11 | Mana Takase (高瀬愛奈)        | 20 de septiembre de 1998 (26 años) | Ōsaka                | 1            | 1 de mayo de 2025                                                                           | Última graduada de las miembros fundadoras            |
| 11 | Miho Watanabe (渡邉美穂)      | 24 de febrero de 2000 (25 años)    | Saitama              | 2            | 28 de junio de 2022                                                                         | Primera miembro graduada de 2.ª generación            |
| 12 | Manamo Miyata (宮田愛萌)      | 28 de abril de 1998 (27 años)      | Tokio                | 2            | 18 de diciembre de 2022                                                                     | Se gradúa por problemas de salud.                     |
| 13 | Akari Nibu (丹生明里)         | 15 de febrero de 2001 (24 años)    | Saitama              | 2            | 1 de diciembre de 2024                                                                      | Se gradúa por problemas de salud.                     |
| 14 | Hiyori Hamagishi (濱岸ひより) | 28 de septiembre de 2002 (22 años) | Fukuoka              | 2            | 5 de diciembre de 2024                                                                      |                                                       |
| 15 | Suzuka Tomita (富田鈴花)      | 18 de enero de 2001 (24 años)      | Kanagawa             | 2            | 27 de junio de 2025                                                                         |                                                       |
| 16 | Honoka Kishi (岸 帆夏)        | 15 de agosto de 2004 (20 años)     | Tokio                | 4            | 7 de diciembre de 2023                                                                      | Se retira por condición deteriorada de salud          |

### Capitanas y vice-capitanas
| Nombre                        | Generación | Inicio | Finalización | Notas |
| ----------------------------- | ---------- | ------ | ------------ | --- |
| Kumi Sasaki (佐々木久美)      | 1          | 2018   | 2025         | Primera capitana, nombrada en la época de Hiragana y cuando el grupo aún no era independiente de Keyakizaka. |
| Mikuni Takahashi (髙橋未来虹) | 3          | 2025   | ---          | Sucesora de Kumi                                                                                             |

### Subunidades
| Nombre de la unidad | Miembros                                                           | Canciones                                                                 | Sencillo/Álbum                                                                               | Notas |
| ------------------- | ------------------------------------------------------------------ | ------------------------------------------------------------------------- | -------------------------------------------------------------------------------------------- | --- |
| Hanachanzu          | Suzuka Tomita y Konoka Matsuda                                     | Masaka Guuzen...                                                          | Konna ni Suki ni Natchatte Ii no?                                                            | A mayo del 2022 han realizado 2 conciertos con MTV Japón |
| Lima Cantik         | Ushio Sarina, Kato Shiho, Saito Kyoko Sasaki Kumi y Takamoto Ayaka | Chinmoku Shita Koibito yo. Halloween no Kabocha ga Wareta. Mama no Dress. | Masshirona Mono wa Yogoshitaku Naru. Hashiridasu Shunkan. Konna ni Suki ni Natchatte Ii no?. | |
| FACTORY             | Higashimura Mei, Matsuda Konoka y Kawata Hina                      | Nazee                                                                     | Sonna Koto Nai yo                                                                            | La unidad fue creada para el drama "Dasada" y se presentaron en el concierto: "HINATAZAKA46 Live Online, YES! with YOU! ～"22nin" no Ongakutai to Fuugawarina～" |
| 2002 line           | Hamagishi Hiyori, Kanemura Miku y Kosaka Nao                       | Mou Konna ni Suki ni Narenai                                              | Boku Nanka                                                                                   | Se presentaron en el concierto: "Hinatazaka46 Debut 2nd Anniversary Special 2days ~MEMORIAL LIVE: 2nd Hinatansai~"                                               |
| Ayameichan          | Takamoto Ayaka y Higashimura Mei                                   | Yume wa Nansai Made?                                                      | Tteka                                                                                        | Se pronuncia como "Amechan". Se presentaron en el concierto: "Hinatazaka46 Debut 2nd Anniversary Special 2days ~MEMORIAL LIVE: 2nd Hinatansai~"                  |
| Miipan Family       | Sasaki Mirei, Hamagishi Hiyori, Kawata Hina, Yamaguchi Haruyo      | Suppai Jiko Kenno                                                         | Tteka                                                                                        | Se presentaron en el concierto: "Hinatazaka46 Debut 2nd Anniversary Special 2days ~MEMORIAL LIVE: 2nd Hinatansai~"                                               |
| Color Chart         | Kanemura Miku, Nibu Akari y Watanabe Miho (graduada)               | Akubi Letter                                                              | Tteka                                                                                        | Las miembros se auto llamaron "El trío de Saitama" hasta que se reveló el nombre oficial,                                                                        |
| Chocola Chocola     | Kawata Hina, Higashimura Mei y Hamagishi Hiyori                    | Hell Rose                                                                 |                                                                                              | La unidad fue creada para el drama "Koeharu!" |

## Discografía

### Álbumes de estudio
| Título                                           | Centro       | Detalles |
| ------------------------------------------------ | ------------ | --- |
| Hashiridasu Shunkan (como Hiragana Keyakizaka46) | Mirei Sasaki | Lanzamiento: 20 de junio de 2018 Discográfica: Sony Music Formato: CD, CD+Blu-ray, descarga digital, streaming      |
| Hinatazaka                                       | Mirei Sasaki | Lanzamiento: 23 de septiembre de 2020 Discográfica: Sony Music Formato: CD, CD+Blu-ray, descarga digital, streaming |
| Myakuutsu Kanjou                                 | Kumi Sasaki  | Lanzamiento: 8 de noviembre de 2023 Discográfica: Sony Music Formato: CD+Blu-ray                                    |

### Sencillos
| #  | Título                                                                  | Fecha de lanzamiento     | Centro Senbatsu                | Centro Hiragana Hinatazaka46 | Álbum en que se incluye | Notas |
| -- | ----------------------------------------------------------------------- | ------------------------ | ------------------------------ | ---------------------------- | ----------------------- | --- |
| 1  | "Kyun" (キュン)                                                         | 27 de marzo de 2019      | Nao Kosaka                     |                              | Hinatazaka - 2020       | |
| 2  | "Do Re Mi Sol La Si Do" (ドレミソラシド)                                | 17 de julio de 2019      | Nao Kosaka                     |                              | Hinatazaka - 2020       | |
| 3  | "Konna ni Suki ni Natchatte Ii no?" (こんなに好きになっちゃっていいの?) | 2 de octubre de 2019     | Nao Kosaka                     |                              | Hinatazaka - 2020       | |
| 4  | "Sonna Koto Nai yo" (ソンナコトナイヨ)                                  | 19 de marzo de 2020      | Nao Kosaka                     |                              | Hinatazaka - 2020       | |
| 5  | "Kimi Shika Katan" (君しか勝たん)                                       | 26 de mayo de 2021       | Kato Shiho                     |                              | Myakuutsu Kanjou - 2023 | |
| 6  | "Tteka" (ってか)                                                        | 27 de octubre de 2021    | Miku Kanemura                  |                              | Myakuutsu Kanjou - 2023 | |
| 7  | "Boku Nanka" (僕なんか)                                                 | 2 de junio de 2022       | Nao Kosaka                     |                              | Myakuutsu Kanjou - 2023 | |
| 8  | "Tsuki to Hoshi ga Odoru Midnight" (月と星が踊るMidnight)               | 26 de octubre de 2022    | Kyoko Saito                    |                              | Myakuutsu Kanjou - 2023 | |
| 9  | "One Choice"                                                            | 19 de abril de 2023      | Akari Nibu                     |                              | Myakuutsu Kanjou - 2023 | |
| 10 | "Am I ready?"                                                           | 26 de julio de 2023      | Hinano Kamimura                |                              | Myakuutsu Kanjou - 2023 | |
| 11 | "Kimi wa Honeydew" (君はハニーデュー)                                   | 8 de mayo de 2024        | Yoko Shogenji                  | Mikuni Takahashi             |                         | Primer sencillo sin formación completa, se pasa a formación de doble senbatsu. A partir de este sencillo, las miembros que no ingresen a la formación principal (senbatsu) se les llamará (Hiragana Hinatazaka46 - ひなた坂46) que sería el equivalente a las "Unders" de Nogizaka y las "Backs" de Sakurazaka. |
| 12 | "Zetsutaiteki dairokkan" (絶対的第六感)                                 | 18 de setiembre de 2024  | Yoko Shogenji & Kaho Fujishima | Sumire Miyachi               |                         | Primer Side-A del grupo en tener un doble centro (W-center) |
| 13 | "Sotsugyou Shashin Dake ga Shitteru" (卒業写真だけが知ってる)           | 29 de enero de 2025      | Nao Kosaka                     | Suzuka Tomita                |                         | |
| 14 | "Love yourself"                                                         | 21 de mayo de 2025       | Nao Kosaka                     | ---                          |                         | Formación completa, no habrá Hiraganas en este sencillo. |
| 15 | "Onegai Bach!" (お願いバッハ!)                                          | 17 de septiembre de 2025 | Miku Kanemura & Nao Kosaka     | ---                          |                         | Formación completa, no habrá Hiraganas en este sencillo. |

### Sencillos promocionales
| Título                                        | Año  | Centro       | Álbum               |
| --------------------------------------------- | ---- | ------------ | ------------------- |
| "Kitaishite Inai Jibun" (期待していない自分)  | 2018 | Mirei Sasaki | Hashiridasu Shunkan |
| "Azato Kawaii" (アザトカワイイ)               | 2020 | Mirei Sasaki | Hinatazaka          |
| "Kimi wa 0 kara 1 ni nare" (君は0から1になれ) | 2023 | Kumi Sasaki  | Myakuutsu Kanjou    |

### Canciones agregadas a los sencillos y álbumes de Keyakizaka46
| Título                                                          | Año  | Sencillo o Álbum en que se incluye    |
| --------------------------------------------------------------- | ---- | ------------------------------------- |
| "Hiragana Keyaki" (ひらがなけやき)                              | 2016 | "Sekai ni wa Ai Shika Nai"            |
| "Dare Yori mo Takaku Tobe!" (誰よりも高く跳べ!)                 | 2016 | "Futari Saison"                       |
| "W-Keyakizaka no Uta" (W-KEYAKIZAKAの詩)                        | 2017 | "Fukyōwaon"                           |
| "Bokutachi wa Tsukiatteiru" (僕たちは付き合っている)            | 2017 | "Fukyōwaon"                           |
| "Chinmoku Shita Koibito yo" (沈黙した恋人よ)                    | 2017 | "Masshiro na Mono waYogoshitaku naru" |
| "Eien no Hakusen" (永遠の白線)                                  | 2017 | "Masshiro na Mono waYogoshitaku naru" |
| "Neko no Namae" (猫の名前)                                      | 2017 | "Masshiro na Mono waYogoshitaku naru" |
| "Taiyō wa Miageru Hito o Erabanai" (太陽は見上げる人を選ばない) | 2017 | "Masshiro na Mono waYogoshitaku naru" |
| "Soredemo Aruiteru" (それでも歩いてる)                          | 2017 | "Kaze ni Fukarete mo"                 |
| "No War in the Future"                                          | 2017 | "Kaze ni Fukarete mo"                 |
| "Ima ni Mite iro" (イマニミテイロ)                              | 2018 | "Glass wo Ware!"                      |
| "Hanbun no Kioku" (半分の記憶)                                  | 2018 | "Glass wo Ware!"                      |
| "Happy Aura" (ハッピーオーラ)                                   | 2018 | "Ambivalent"                          |
| "Kimi ni Hanashite Okitai Koto" (君に話しておきたいこと)        | 2019 | "Kuroi Hitsuji"                       |
| "Dakishimete Yaru" (抱きしめてやる)                             | 2019 | "Kuroi Hitsuji"                       |

## Televisión

### Dramas
| Título                    | Año  | Canal                    | Episodios       | Notas                                             |
| ------------------------- | ---- | ------------------------ | --------------- | ------------------------------------------------- |
| Zankoku na Kankyaku Tachi | 2017 | Nippon Television        | 10              | Participan en la escena final del último episodio |
| Re: Mind                  | 2017 | TV Tokio y Netflix       | 12 + 1 Especial |                                                   |
| Dasada                    | 2020 | Nippon Television y Hulu | 10              |                                                   |
| Koeharu!                  | 2021 | Nippon Television y Hulu | 10              |                                                   |

### Show de Variedades
| Título                                | Año y Fecha              | Canal                        | Episodios                               | Notas |
| ------------------------------------- | ------------------------ | ---------------------------- | --------------------------------------- | --- |
| KeyaBingo!                            | Julio 2016-junio 2018    | Nippon Television            | 46 (4 temporadas, 2x12 y 2x11 cada una) | Apariciones ocasionales en las 3 primeras temporadas, la 4 temporada fue completa para Hiragana Keyaki (Hinatazaka46)               |
| Hiragana Oshi                         | Abril 2018-marzo 2019    | TV Tokyo                     | 50                                      | |
| Hinatazaka de Aimashou.               | Abril 2019-presente      | TV Tokyo                     | 190 a diciembre de 2022 (en emisión)    | Continuación de "Hiragana Oshi" |
| HINABINGO!                            | Abril-septiembre 2019    | TV Tokyo y Nippon Television | 22 (2 temporadas de 11 cada una)        | |
| Hinatazaka46 desu. Chotto Ii Desu Ka? | Marzo 2020-abril 2021    | Hikari TV                    | 48                                      | Las miembros aprenden el trabajo de reporteras, entrevistando celebridades del mundo del entretenimiento Japonés.                   |
| Daisuki! Hinatazaka46!                | Noviembre-diciembre 2020 | Hikari TV                    | 2 (duración de 2 horas cada uno)        | Programa especial para repasar la historia del grupo, el formato es del tipo "Quiz" donde participan comediantes del medio japonés. |
| Hinachoi                              | Abril 2021-presente      | Hikari TV                    | 70 a agosto de 2022 (en emisión)        | Continuación de "desu. Chotto Ii Desu Ka?"                                                                                          |
| Daisuki! Hinatazaka46! Season 2       | Marzo-abril 2022         | Hikari TV                    | 2 (duración de 2 horas cada uno)        | Segunda temporada de "Daisuki! Hinatazaka46!"                                                                                       |

## Giras y Conciertos

### Como Hiragana Keyakizaka
| Título                                                                                       | Fecha y Año                        | Notas |
| -------------------------------------------------------------------------------------------- | ---------------------------------- | --- |
| Hiragana Keyakizaka46 Zepp Tokyo Stage (けやき坂46 Zepp Tokyo公演)                           | Marzo 21 y 22 de 2017              | |
| Hiragana National Tour 2017 (ひらがな全国ツアー2017)                                         | Mayo 31 al 13 de diciembre de 2017 | Se presentaron en 5 fechas: mayo en Osaka, julio en Aichi, septiembre en Hokkaidō, noviembre en Fukuoka y diciembre en Chiba                          |
| Hiragana Keyaki Nippon Budoukan 3DAYS!! (ひらがなけやき日本武道館3DAYS!!)                    | Enero 30-31 y 1 de febrero de 2018 | |
| Hiragana Keyakizaka46 "Hashiridasu Shunkan" Tour 2018 (けやき坂46「走り出す瞬間」ツアー2018) | Junio 4 al 10 de julio de 2018     | Se presentaron en 5 fechas: 4-5-6 de junio en Kanagawa, 13 de junio en Tokio, 27-28 de junio en Osaka, 2-3 de julio en Aichi y 9-10 de julio en Chiba |
| Hiragana Christmas 2018 (ひらがなくりすます2018)                                             | Diciembre 11-12 y 13 de 2018       | Primer concierto con temática navideña, se sigue realizando año a año.                                                                                |

### Como Hinatazaka46
| Título | Fecha y Año                                                                | Notas |
| --- | -------------------------------------------------------------------------- | --- |
| Hinatazaka46 Debut Countdown Live (日向坂46デビューカウントダウンライブ)                                                                                           | 5-6 de marzo de 2019                                                       | Concierto realizado en la Arena de Yokohama |
| Hinatazaka46 3rd Single Release Commemorative One-Man Live (日向坂46 3rdシングル発売記念ワンマンライブ)                                                            | 26 de septiembre de 2019                                                   | Concierto realizado en la Saitama Super Arena |
| Hinakuri 2019 ～17nin no Santa Claus to Sora no Christmas～ (ひなくり2019 ～17人のサンタクロースと空のクリスマス～)                                                | 17-18 de diciembre de 2019                                                 | Concierto realizado en el Makuhari Messe, segundo concierto con temática navideña. |
| Hinatazaka46 x DASADA LIVE&FASHION SHOW | 4-5 de febrero de 2020                                                     | Concierto realizado en la Arena de Yokohama |
| Hinatazaka46 National Spring Arena Tour 2020 (日向坂46 春の全国アリーナツアー2020)                                                                                 |                                                                            | Cancelado por la Pandemia del COVID 19 |
| HINATAZAKA46 Live Online, YES! with YOU! ～"22nin" no Ongakutai to Fuugawarina～ (HINATAZAKA46 Live Online, YES! with YOU! ～“22人”の音楽隊と風変わりな仲間たち～) | 31 de julio de 2020                                                        | Concierto realizado en plataforma en línea. |
| Hinatazaka46 x DASADA Fall&Winter Collection | 15 de octubre de 2020                                                      | Concierto realizado en plataforma en línea |
| Hinakuri 2020 ～Obake Hotel to 22nin no Santa Claus～ (ひなくり2020 ～おばけホテルと22人のサンタクロース～)                                                        | 24 de diciembre de 2020                                                    | Concierto realizado en plataforma en línea tercer concierto con temática navideña. |
| Hinatazaka46 Debut 2nd Anniversary Special 2days ~MEMORIAL LIVE: 2nd Hinatansai~ (日向坂46 デビュー2周年記念 Special 2days ～MEMORIAL LIVE：2回目のひな誕祭～)     | 26-27 de marzo de 2021                                                     | El 26 de Marzo el concierto se transmitió en plataforma en línea El 27 de Marzo se permitió un público de 700 personas y también se transmitió en plataforma en línea. |
| W-KEYAKI FES. 2021 (con Sakurazaka46) | 9-10-11 de julio de 2021                                                   | Concierto realizado en Fuji-Q Highland Conifer Forest El 9 de Julio se presentó Sakurazaka46 El 10 de Julio se presentó Hinatazaka46 El 11 de Julio se hizo presentación en conjunto con Sakurazaka46 y Hinatazaka46 |
| Zenkoku Ohisama-ka Keikaku 2021 (全国おひさま化計画 2021) | 15 de septiembre al 20 de octubre de 2021                                  | Se presentaron en 6 fechas: 15-16 de septiembre en Hiroshima, 26-27 de septiembre en Fukuoka, 29-30 de septiembre en Osaka, 7-8 de octubre de Miyagi, 13-14-15 de octubre en Tokio, 19-20 de octubre - Aichi, la presentación del 20 de octubre se transmitió en plataforma en línea.                                           |
| Hinatazaka46 Fuyu no Dai Unit Matsuri "X'mas Special" (日向坂46 冬の大ユニット祭り”X’masスペシャル”)                                                               | 22 de diciembre de 2021                                                    | |
| Hinakuri 2021 (ひなくり2021) | 24-25 de diciembre de 2021                                                 | Concierto realizado en el Makuhari Messe, cuarto concierto con temática navideña. |
| 3rd Anniversary MEMORIAL LIVE ~3rd Hinatansai~ (3周年記念MEMORIAL LIVE ～3回目のひな誕祭～)                                                                        | 30-31 de marzo de 2022                                                     | Concierto realizado en el Domo de Tokio y transmitido en plataforma en línea. |
| Watanabe Miho Graduation Ceremony (渡邉美穂卒業セレモニー) | 28 de junio de 2022                                                        | Concierto de graduación de Miho Watanbe realizado en Foro Internacional de Tokio |
| W-KEYAKI FES. 2022 (Sin Sakurazaka46) | 21 y 23 de julio (Hintazaka46) 19 y el 20 de agosto de 2022 (Sakurazaka46) | Concierto realizado en Fuji-Q Highland Conifer Forest. Originalmente debía ser un concierto de 4 días seguidos, pero debido a que varias miembros de Sakurazaka46 resultaron positivas por covid-19 Hintazaka46 se presentan solas en las fechas originales de julio, Sakurazaka46 cumpliría con sus fechas el 19-20 de agosto. |
| Hinatazaka46「Happy Smile Tour 2022」 (日向坂46「Happy Smile Tour 2022」)                                                                                          | 10 de septiembre al 13 de noviembre de 2022                                | 4 fechas pactadas: 10-11 de septiembre en Aichi, 17-18 de septiembre en Hyōgo, 17-18 de octubre Kanagawa, 12-13 de noviembre en Tokio |
| Hinakuri 2022 (ひなくり2022) | 17-18 de diciembre de 2022                                                 | Concierto realizado en la Ariake Arena quinto concierto con temática navideña. |
| 4th Anniversary MEMORIAL LIVE ~ Yonnkaime no hina tansai ~ | 1-2 de abril de 2023                                                       | Concierto realizado en el Estadio de Yokohama |
| Hinatazaka46「Happy Train Tour 2023」 日向坂46「Happy Train Tour 2023」                                                                                            | 30 de agosto al 10 de diciembre de 2023                                    | 5 fechas pactadas: 30-31 de agosto en Osaka, 12-13 de septiembre en Kanagawa, 23-24 de septiembre en Aichi, 6-7 de octubre en Miyagi, 14-15 de octubre en Fukuoka, 1 fecha adicional confirmada el 9-10 de diciembre en Yokohama                                                                                                |
| Kyoko Saito Graduation Concert (齊藤京子 卒業コンサート) | 5 de abril de 2024                                                         | Concierto de graduación de Kyoko Saito en el Estadio de Yokohama. |
| 5th Anniversary MEMORIAL LIVE ~ Yonnkaime no hina tansai ~ | 6-7 de abril de 2024                                                       | Concierto realizado en el Estadio de Yokohama |
| 11th Single Hiragana Hinatazaka46 LIVE (11th Single ひなた坂46 LIVE)                                                                                               | 3-4 de julio de 2024                                                       | Concierto realizado en el Pacifico Yokohama |
| Hinatazaka46 4th Members Live 日向坂46四期生ライブ | 27-28-29 de agosto de 2024                                                 | Concierto realizado en el Nippon Budokan |
| HinataFes 2024 (ひなたフェス 2024) | 7-8 de setiembre de 2024                                                   | Concierto realizado en el Sun Marine Stadium |
| 12th Single Hiragana Hinatazaka46 LIVE (12th Single ひなた坂46 LIVE)                                                                                               | 23-24 de octubre de 2024                                                   | Concierto a realizado en el Yokohama Arena |
| Happy Magical Tour 2024 | 19 de noviembre al 26 de diciembre de 2024                                 | 4 fechas pactadas en: Hyogo el 19-20 de noviembre, Fukuoka el 4-5 de diciembre, Aichi el 10-11 de diciembre, Tokio el 25-26 de diciembre en el Domo de Tokio |
| Ceremonia de Graduación de Akari Nibu | 30 de noviembre y 1 de diciembre                                           | Concierto a realizado en la PIA ARENA MM |
| Ceremonia de graduación de Mei Higashimura | 25 de enero de 2025                                                        | Concierto realizado en el Makuhari Event Hall |
| 6th Anniversary MEMORIAL LIVE ~ Yonnkaime no hina tansai ~ | 5-6 de abril de 2025                                                       | Concierto a realizarse en el Estadio de Yokohama El 5 de abril se gradúa Mirei Sasaki El 6 de abril se gradúa Kumi Sasaki |
| 13th Single Hiragana Hinatazaka46 LIVE (13th Single ひなた坂46 LIVE)                                                                                               | 30 de abril y 1 de mayo                                                    | Concierto realizado en el Makuhari Event Hall |
| Over the rainbow | 28-29 de mayo de 2025                                                      | Concierto a realizarse en el Gimnasio nacional de Yoyogi |
| Hinatazaka46 4th Gen Live Presented by New Hinatazaka Music Parade 日向坂46 四期生ライブ Presented by 新・日向坂ミュージックパレード                               | 29-30-31 de julio de 2025                                                  | Concierto a realizarse en PIA ARENA MM |
| National Tour 2025 (MONSTER GROOVE) | 20 de setiembre al 21 de noviembre de 2025                                 | 6 fechas pactadas en: Miyagi el 20-21 de septiembre, Hiroshima el 27-28 de septiembre, Fukuoka el 1-2 de octubre, Aichi el 13-14 de octubre, Osaka el 22-23 de octubre, Tokio el 19-20-21 de noviembre en el Gimnasio Nacional Yoyogi                                                                                           |

## Musicales, teatro y eventos

### Musicales y Teatro

#### Como Hiragana Keyakizaka46
- Zambi (ザンビ)[111] (2018)
- AYUMI (あ ゆ み)[112] (2018)
- Madoka Mágica's Magia Record Musical 9 (マギアレコード 魔法少女まどか☆マギカ外伝)[113] (2018)

#### Como Hinatazaka46
- Zambi - Theater's End[114] (2019)
- Zambiroom[115] (2019)

### Eventos
- LAGUNA MUSIC FES.2019[116]
- Tokyo Idol Festival 2019[117]
- Tokyo Idol Festival 2020[118]
- Tokyo Idol Festival 2021[118]
- MTV LIVE MATCH 2021[119]
- Tokyo Idol Festival 2022[120]